# Teodoro Bubbio
Teodoro Bubbio (Alba, 2 gennaio 1888 – Alba, 30 marzo 1965) è stato un avvocato e politico italiano.
Sindaco di Alba, Grand'Ufficiale della Corona d'Italia, deputato dell'Assemblea Costituente e della Camera dei deputati e senatore di diritto, è stato Sottosegretario di Stato all'Interno nel VI e nel VII Governo De Gasperi e Sottosegretario alla Presidenza del Consiglio dei ministri nel Governo Pella, con delega per i servizi dello spettacolo.